# Communiqué
| Recensione | Giudizio |
| ---------- | -------- |
| AllMusic   |          |

Communiqué è il secondo album della band inglese Dire Straits. Dall'album è stato estratto il singolo Lady Writer, che ha raggiunto la 45ª posizione nella Billboard Hot 100.

## Descrizione
Communiqué è stato registrato tra il 28 novembre ed il 12 dicembre del 1978 presso i Compass Point Studios di Nassau e prodotto da Jerry Wexler e Barry Beckett. L'album è stato il primo nella storia a raggiungere il numero uno della classifica tedesca nella sua prima settimana di uscita, nel mentre il loro album d'esordio Dire Straits occupava il terzo posto della stessa classifica. 
La seconda fatica della band inglese ha riscosso notevole successo anche in Nuova Zelanda (per due settimane) e Svezia (per sei settimane), paesi in cui ha raggiunto il primo posto in classifica, oltre che negli USA (undicesimo posto e disco d'oro), in Francia (doppio disco di platino), nello stesso Regno Unito (quinto posto e disco di platino) ed in Austria (settimo posto). 
Complessivamente, Communiqué ha venduto circa 8 milioni di copie in tutto il mondo, di cui 3,6 milioni nella sola Europa.
Nonostante il buon riscontro di vendite, il disco ha ottenuto un'accoglienza critica più fredda rispetto al debutto. William Ruhlmann di AllMusic ha scritto che il secondo album «sembrava poco più che una copia carbone del suo predecessore con materiale meno convincente». Il critico ha comunque elogiato Lady Writer per la sua somiglianza con Sultans of Swing.

## Copertina
La copertina dell'album è stata realizzata da un'agenzia di pubblicità che lavorava per la Phonogram, la Grant UK Advertising. L'idea di base si rivelò essenziale e vincente: la copertina di Communiqué è stata considerata la migliore dell'anno agli NME Awards del 1979.

## I brani

### Once Upon a Time in the West
La prima traccia dell'album, particolarmente ricca di fraseggi chitarristici, è anche uno dei brani più rappresentativi del disco. Once Upon a Time in the West si è affermata inoltre come uno dei "cavalli di battaglia" del gruppo in concerto: impreziosita da nuovi arrangiamenti e da lunghi passaggi strumentali, la canzone apriva gli spettacoli dell'On Location World Tour e della tournée  Dire Straits 1982/3, documentata nell'album dal vivo Alchemy. Tra le righe del testo si legge una critica ironica alla violenza e alla degenerazione morale della società moderna.

### News
Il protagonista della canzone è un uomo indipendente e carismatico, che conduce un'esistenza spregiudicata fino a rimanere ucciso in un incidente stradale. Dopo l'omicidio di John Lennon, il pezzo è stato dedicato all'ex componente dei Beatles. Anche News è stata una presenza fissa nei concerti della band fino al 1981: la sua coda strumentale – evolvendosi nel tempo – è diventata poi il nucleo di un altro celebre brano dei Dire Straits, Private Investigations.

### Where Do You Think You're Going?
L'io narrante del pezzo è alle prese con la fine di un amore, in un dialogo ambiguo che diventa anche un monologo interiore.

### Communiqué
È la title track dell'album.

### Lady Writer
Fu l'unico singolo estratto dall'album. Il brano è un rock di media velocità, in cui ricorrono tutte le peculiarità tipiche delle sonorità dei primi Dire Straits. La canzone è incentrata su un monologo interiore dell'io-lirico che, dopo aver notato la somiglianza fisica tra un'affascinante scrittrice intervistata alla televisione e una ex compagna, effettua un parallelo fra le due donne, richiamando così alla memoria gli aspetti deludenti della personalità dell'ex partner.

### Portobello Belle
Con questo brano, Knopfler ripropone i suoi caratteristici ritratti d'ambiente: lo scenario è quello del mercato londinese di Portobello Road, dove nella folla si mescolano i personaggi più particolari e originali. L'io narrante è osservatore attento e scrupoloso su tutto ciò che lo circonda; particolarmente attraente gli risulta una solitaria figura femminile, chiamata con l'appellativo italiano di «bella donna».

### Single Handed Sailor
Single Handed Sailor è un brano denso di fraseggi chitarristici e caratterizzato da un testo estremamente evocativo, nel quale viene citato il Cutty Sark.

### Follow Me Home
Il disco si conclude con Follow Me Home, un pezzo blues rock dall'andamento disteso, nello stile di J.J. Cale; la vicenda narrata è ambientata nella giornata di Ferragosto.

## Tracce
Testi e musiche di Mark Knopfler.
1. Once Upon a Time in the West – 5:25
2. News – 4:14
3. Where Do You Think You're Going? – 3:50
4. Communiqué – 5:50
5. Lady Writer – 3:45
6. Angel of Mercy – 4:36
7. Portobello Belle – 4:30
8. Single-Handed Sailor – 4:42
9. Follow Me Home – 5:50

Durata totale: 42:42

## Formazione

### Dire Straits
- Mark Knopfler - chitarra, voce
- David Knopfler - chitarra, cori
- John Illsley - basso, cori
- Pick Withers - batteria

### Altri musicisti
- Barry Beckett (alias B. Bear) – tastiera[21][22]

## Staff tecnico
- Barry Beckett - produttore
- Jerry Wexler - produttore
- Jack Nuber - ingegnere del suono
- Thelbert Rigby - tecnico dei nastri
- Gregg Hamm - mixaggio
- Bobby Hata - masterizzazione
- Paul Wexler - supervisore alla masterizzazione
- Bob Ludwig - rimasterizzazione
- Jo Motta - coordinatore del progetto
- Gregg Geller - concept
- Alan Schmidt - direzione artistica
- Geoff Halpin - illustrazioni

## Classifiche

### Classifiche settimanali
| Classifica (1979) | Posizione massima |
| ----------------- | ----------------- |
| Australia         | 5                 |
| Austria           | 7                 |
| Canada            | 14                |
| Finlandia         | 7                 |
| Francia           | 3                 |
| Germania          | 1                 |
| Italia            | 15                |
| Norvegia          | 2                 |
| Nuova Zelanda     | 1                 |
| Paesi Bassi       | 3                 |
| Regno Unito       | 5                 |
| Spagna            | 1                 |
| Stati Uniti       | 11                |
| Svezia            | 1                 |
| Svizzera          | 1                 |

### Classifiche di fine anno
| Classifica (1979) | Posizione |
| ----------------- | --------- |
| Australia         | 43        |
| Austria           | 15        |
| Francia           | 55        |
| Germania          | 15        |
| Italia            | 51        |
| Nuova Zelanda     | 24        |
| Paesi Bassi       | 15        |
| Regno Unito       | 51        |